# Susanne Gunnarsson
Susanne Gunnarsson (Katrineholm, 8 settembre 1963) è un'ex canoista svedese.
È stata campionessa olimpica ad Atlanta 1996 nel K2 500 m in coppia con Agneta Andersson. A Barcellona 1992 ha vinto invece l'argento. Numerosi sono anche i titoli mondiali. Nel 1996 ha vinto la Medaglia d'oro dello Svenska Dagbladet, l'ambito riconoscimento per gli sportivi svedesi.

## Palmarès
- Olimpiadi

Barcellona 1992: argento nel K2 500 m.
Atlanta 1996: oro nel K2 500 m.
- Mondiali

1993: oro nel K1 5000 m.
1995: argento nel K2 200 m e bronzo nel K1 500 m e K2 500 m.
1998: argento nel K4 200 m e bronzo nel K2 1000 m.